# Gori Ussi Winnetou
Gori Ussi Winnetou je neformalna cabaret-rock grupa iz Pule nastala 1986. godine u sklopu multimedijalnog umjetničkog projekta Beesida eli sida. Alter ego sastava i gotovo jedini stalni član je vokal i basist Franci Blašković. Uz njega je najčešće Gianfranco Macan (prateći vokal) te supruga i koautorica Arinka Šegando (flauta, klavijature, prateći vokal). Kroz sastav je prošlo tridesetak pulskih (Alfredo Poropat i dr.) i riječkih glazbenika. 
Rad grupe obilježavaju humor, sklonost parodiji, narativnost te miješanje jezika, registara i žanrova. Za sastav su pisali i autori Drago Orlić, Milan Rakovac, Budimir Žižović, Bojan Žižović, Branko Lučić i Marko Vojnić. Svoj prvi veći uspjeh GUW je postigao 1986. uglazbivši pjesmu "Addio Pola" Daniela Načinovića. Valja još istaknuti pjesme "Mens sana in malvasia istriana", portrete "Điđi Anarhišta" i "Nikoleto - prvi istrijanski traveštit", zabranjivanu "Turbo cattolico, peste balcanica", snimljenu s KUD Idijotima te reminiscencije "Česta ud mora" i "Rock in Pula all'Uljanik dancing" i dr. Od tema, prominentna su sjećanja na neka prošla vremena, ratne nedaće, žaljenje za Austrijom i Pulom kao carskom lukom. Učestale su i teme seksualnosti, vina i opijenosti Mediteranom, uz spomen tragičnih trenutaka iz istarske povijesti. Svoje najvažnije suradnje Franci i GUW imali su s KUD Idijotima, s kojima ih veže i zajednički album Istra ti materina te s autorima iz književnog pokreta FAK s kojima je objavio Merack za FAK. 
Nakon te suradnje, Blašković izdaje Etnocid! (Vol. 1)  u kojem je preradio domaće pjesme kojima ti pune jaja od kad kapiš da si, pak do smrti, bez mogućnosti da djeluješ na to i Kobra je u brajdi gdje se bavio velikim i malim ličnostima. 
Od 2005. Gori Ussi Winnetou zajedno s Partijskom ćelijom Opatija kreću u mahnito snimanje albuma "jednom mjesečno". Te su ih godine snimili dvanaest, 2006. osam, 2007. devet, a u 2008. godini deset. Koncertom u Voloskom u siječnju 2009. godine Franci raspušta grupu te snima pod drugim imenima (2009. – 2012.):  Fonja Big Bend (4 albuma), Rostiglio (4), Nja nja Mirko fra Slavko (4), Francivurian (4), Bankrot O'Franz Predstavljajet (3) te Risajkl Bin F Predstavljajet (3). Nakon četiri godine pauze, 2016. Franci nastavlja s radom pod originalnim imenom Gori Ussi Winnetou. 
Dugi niz godina surađivao je s Marinom Alvirom, kasnijim osnivačem grupe Marinada, koja je također postala hiperproduktivan sastav. 

## Diskografija
- 1. Addio Pola (Suzy 1988.)
- 2. Welcome Home (Suzy 1989.)
- 3. Mens Sana In Malvasia Istriana (Helidon 1990.)
- 4. Ich bin - du bist - und amen (Adam 1992.)
- 5. Rolling Stronz’s (Bonaca 1993.)
- 6. Istra ti materina (feat. KUD Idijoti, Primitivc 1995.)
- 7. Monte Ghiro (Fabrica 1996.)
- 8. V življenju kot v filmu-the Franci sings the Žižo (Dilema 1997. kompilacija)
- 9. Daž daždi – miš prdi  (orlićijada) (Errata Corrige 1998.)
- 10. U tunelu usred mraka... zvizdi pizda petokraka (Majmajola Records 2001.)
- 11. Merack za FAK (Orfej 2002.)
- 12. Etnocid! (Vol. 1) eli može li Hrvatska sjest i popit kavu (Samizdat 2003.)
- 13. Kobra je u brajdi (Samizdat 2003.)
- 14. So sprach Milan Rakovac (Samizdat 2004.)
- 15. Theka Tahiriana (Samizdat 2004.)
- 16. Instrumental za Radojicu (Samizdat 2004.)
- 17. Masterplan (Samizdat 2004.)
- 19. Porno depresija eli srp i cekic is not dead" (Samizdat 2005.)
- 20. Tartaruga S.M.S. - Iska je smisao di ga ni, kretino pjesnički (Samizdat 2005.)
- 21. Budi se Istok i Zapad, ajde Ljubavi pokaži Pičku, budi se Sjever i Jug,....Uf, Uf! (Samizdat 2005.)
- 22. The End (Samizdat 2005.)
- 23. Desant na Srbiju (Samizdat 2005.)
- 24. Ipak je bolje travu pušiti nego Gori Ussi slušati! (Samizdat 2005.)
- 25. Odiseja Fiorin - Enivej: sve je kuratz, anke i pitzka, amen (Samizdat 2005.)
- 26. Fumo viola eli pizdin dim (Samizdat 2005.)
- 27. La vita è una merda l'uomo è una bestia (Samizdat 2005.)
- 28. Idem platit neke racune, usput ću napraviti novu plocu eli 2+2=4... ma nemoj! (Samizdat 2005.)
- 29. Imam novu plocu – drhti mi noga nije to ništa – sad ceš vidit pizdariju (Samizdat 2005.)
- 18. Amaro bičoto (Izgubljena 18ta, Samizdat 2005.)
- 30. Is*tri*janci (Samizdat 2006.)
- 31. Gran Cazzata Finale (Porno depresija - Božićna ploča) (Samizdat 2006.)
- 32. Srce u mozgu mozak u kurcu (Samizdat 2006.)
- 33. Addio (Samizdat 2006.)
- 34. Jebo te horoskop (Samizdat 2006.)
- 35. Naguzi se ljubavi (Samizdat 2006.)
- 36. Drive in Yugo, thinking red, paint in black, singing bad (Samizdat 2006.)
- 37. Jebeš knjigu – jebeš jelo – kunst je lepo glatko telo (Samizdat 2006.)
- 38. i 39. Bojan Žižović (Samizdat 2006.)
- 40. Sirimmirissjeneboje ili patetika postoperatorija (Samizdat 2007.)
- 41. Nek se širi vira Isusova (Samizdat 2007.)
- 42. Poklon bon–ton–din-don (Samizdat 2007.)
- 43. Power Of Love srpanjska (Samizdat 2007.)
- 44. Zvizda van materina lipanjska (Samizdat 2007.)
- 45. – 46. – 47. Pazi!!! Oštar lizator! Porno klinika srp i čekić is not dead! (Samizdat 2007.)
- 48. 43. istarska (Samizdat 2007.)
- 49. Bojanova stotka (Samizdat 2007.)
- 50. Istra bička kurcomanka eli Cavaleria Istriana (Samizdat 2008.)
- 51. Istra u meni ja u Istri - Sretna Nova 2008. (Samizdat 2008.)
- 52. More bre splash martovska (Samizdat 2008.)
- 53. Jebosteria looking eli vedute snifonike pizdomerdoze... eli sotto voce, masaжe iz garaжe (Samizdat 2008.)
- 54. Yu You - Istra Bljakeraj ili Radovi na pruzi - Istra se guzi (Samizdat 2008.)
- 55. Noge mi smrde, u srcu su govna (feat. Bluesker duo) (Samizdat 2008.)
- 56. Pupobljak – Hommage Partijskoj ćeliji (Samizdat 2008.)
- 57. After Shawe – Penisirijada Goriussiseja (Samizdat 2008.)
- 58. Bojanova 110. eli Božićna porno priča – 5. god. poslije (Samizdat 2008.)
- 59. Od A – do Я (Fredi je u pravu - Ima pravo!) (Samizdat 2008.)
- 60. Fonja Big Bend - Tko tebe kamenom, ti njega spermom (Samizdat 2009.)
- 61. Fonja Big Bend - Radi govna postao sam govno (Samizdat 2009.)
- 62. Fonja Big Bend - Non xe due senza tre (Samizdat 2009.)
- 63. Fonja Big Bend - Finale Fonjario Fonja Big Benda (Samizdat 2009.)
- 64. Rostiglio - Boletus Slavonicus (feat. Eluj) (Samizdat 2009.)
- 65. Rostiglio- Bordel Rostiglio (feat. Eluj) (Samizdat 2009.)
- 66. Rostiglio- Za dim spremni! (feat. Eluj) (Samizdat 2009.)
- 67. – 68. Nja nja Mirko fra Slavko - Orlićijada treti put (feat. Josip B. Maršić Tinturić) (Samizdat 2009.)
- 69. – 70. Nja nja Mirko fra Slavko - Caravela Portuguesa (2009.)
- 71. Rostiglio - Za dim spremni! 2 (feat. Bikamaria) (Samizdat 2009.)
- 72. Francivurijan - Božićna porno pastorala matere cirkve (feat. Don Ćićo Đermano) (2010., Slušaj najglasnije)
- 73. Francivurian - Aspalothos Grass (feat. Don Ćićo Đermano) (2010., 2011., Slušaj najglasnije)
- 74. Francivurian - Inđoj, u boj - reci A (feat. Don Ćićo Đermano) (2010., 2011., Slušaj najglasnije)
- 75. Bankrot O'Franz Predstavljajet - Haarun, od A do moon (2010., 2011., Slušaj najglasnije)
- 76. Bankrot O'Franz Predstavljajet - Fly Me To The Marx (2010., 2011., Slušaj najglasnije)
- 77. Bankrot O'Franz Predstavljajet - Bessidarenje srpskohrvatski libar (2011., Slušaj najglasnije)
- 78. Franivcurian Predstavljajet - Pješkarenje je opasno (2011., Slušaj najglasnije)
- 79. Risajkl Bin F Predstavljajet - Volim Menzu pri koritu (2011., Slušaj najglasnije)
- 80. Risajkl Bin N.D.F. Predstavljajet - Savičenta in the Morning - hommage Darku Pekici (2011.)
- 81. Tour Cavalleria Istriana - Live from Koper 14.01.2012. (2012.)
- 82. Recycle Bin F Predstavljajet - Valter tera kera (2012.)
- 83. 88 ruža za druga Tita... eli je reka drug Miro Ploj "Franci, ti imaš više ploča nego fanova." (2016.)
- 84. Viva Putin, Viva Ruska Federacija, Viva Smrt Fašizmu, Viva Nadan R. Biondo! (2016.)
- 85. Жavajon eli Chi non caga, cagherà, chi non piscia, morirà (2017.)
- 86. Eviva el kateter e la liberta! (2019.)
- 87. Made in England, Radojica Istrom hara - vodu špara (2019.)
- 88. Dokumenti z monumenti prije Končara - The Last Fucking Dance (2019.)
- 89. Alzo šprah drugarica Špija: …, i pazi, nemoj potonuti u mutne vode demokratske slobode (2019.)
- 90. Profiteri svih zemalja: ujebinite se!/Jebo ti bas mater (2019.)
- 91. Dnevni boravak Rojc (2019.)
- 92. A, đes bio devesprve (2019.)
- 93. Pataphysic Advent (2019.)
- 94. Istrijanke (2019.)
- 95. Ama l'arte tieniti da parte - Step by step, Paso by pas, Nelle retrovie dei pensiri di pittura di Marko Vojnić (2020.)
- 96. Kapitalistički fašizam + narodni idiotizam = demokracija (2020.)
- 97. In koncert, Zadar snova 2002. (2020.)
- 98. Toscana Nave Puttana (2020.)
- 99. Sveto trojstvo istrijanskih patafizičara, 99. ploča 1. Put (2020.)
- 100. Viva Corona! (99. ploča II. put u dva čina i tri pičke materine) (2020.)
- 101. Vamos a bajlar balo dela prostata (99. ploča III. put eli Zastava 101) (2020.)
- 102. Jebali sliku svoju - Slikarska ploča (99. ploča četrti put) (2020.)
- 103. Frustra*frustra*frustrazione - njet*njet*njet*njet - cro*cro*cro*cro*creazione (99. ploča peti put) (2020.)
- 103. Anex 99. ploča 5. put (2021.)
- 103. Francijeva Božićna mjesečnica, 99. peti put u treten putu, Amen (2021.)
- 104. L' kul in aria - Hommage romanu "Stranka" Bojana Žižovića (99. ploča 6x) (2021.)
- 105. Bazenilika (99. ploča 7x) (2021.)

## Vanjske poveznice
- Službena MySpace stranica